# Регионален държавен архив – Пловдив
Регионален държавен архив – Пловдив е дирекция на Държавна агенция „Архиви“ със седалище в Пловдив.

## Дейност
Регионален държавен архив – Пловдив се ръководи и представлява от директор, който организира, координира и контролира специализираната дейност на отделите „Държавен архив“ по издирване, комплектуване, регистриране, обработване, отчитане, съхраняване, опазване и предоставяне за използване и публикуване на документите на областните и общинските администрации, на териториалните структури на държавните органи и на други държавни и общински институции и обществени организации на територията на съответните области и общини, на органи, организации и значими личности от местно значение, както и финансово-счетоводното и административното им обслужване в рамките на предоставените им правомощия.

## Структура
Регионален държавен архив – Пловдив се състои от държавните архиви в областните центрове Пловдив, Пазарджик, Смолян, Кърджали и Хасково.

## Ръководители
Началници/директори на архива през годините са:
- Подполковник Иван Йотов Стоянов (7 юли 1952 – ноември 1961)
- Найден Георгиев Найденов (30 ноември 1961 – 31 октомври 1979)
- Тонка Георгиева Добринска (1 април 1980 – 1 април 1983)
- Симеон Йорданов Симеонов (7 октомври 1983 – 31 март 1991)
- Стефан Добрев Стефанов (1 април 1991 – 16 септември 1991)
- Александър Петров Маринов (21 януари 1992 – 30 октомври 1995)
- Недялка Георгиева Петрова (1 ноември 1995 – 30 октомври 2009)
- Димитър Севов (от 1 ноември 2009)